# Victorella continentalis
Victorella continentalis is een mosdiertjessoort uit de familie van de Victorellidae. De wetenschappelijke naam van de soort is voor het eerst geldig gepubliceerd in 1911 door Braem.